# Nutriție integrală
Nutriția integrală caracterizează un concept de nutriție unde sunt de preferat următoarele alimente: alimente proaspete netratate și produse făinoase din făină integrală (tot bobul e inclus). În Germania, conceptul a fost promovat de Prof. Dr. med. Werner Kollath. Acesta a clasificat alimentele după valoarea lor nutritivă: tabela Kollath. 
Oameni de știință în domeniul nutriției integrale și care au susținut tratarea omului la mod global pe cale naturală:
de 
- Prof. dr. med. Werner Kollath
- Dr. med. Maximilian Oskar Bircher-Benner
- Dr. med. Max Otto Bruker
- Dr. med. dent. Johann Georg Schnitzer

en 
- Dr. med. dent. Weston A. Price
- Francis M. Pottenger, Jr.